# Piperno
Výraz piperno je z oboru geologie a označuje druh zkamenělé sopečné lávy, jež se byla používána pro účely uměleckého dláždění a vykládání kamenem. Tato umělecká technologie byla užita například při výzdobě Nového kostela Páně v italské Neapoli, viz Nový kostel Páně oddíl 2.2 v článku Neapol.
Slovo piperno pochází z italštiny a odvozuje se od zlidovělého názvu italského města Priverno v provincii Latina.